# Kościół bł. Karoliny Kózkówny w Biskupcu
Kościół błogosławionej Karoliny Kózkówny – rzymskokatolicki kościół parafialny należący do dekanatu Biskupiec Reszelski archidiecezji warmińskiej. Jeden z rejestrowanych zabytków miasta.

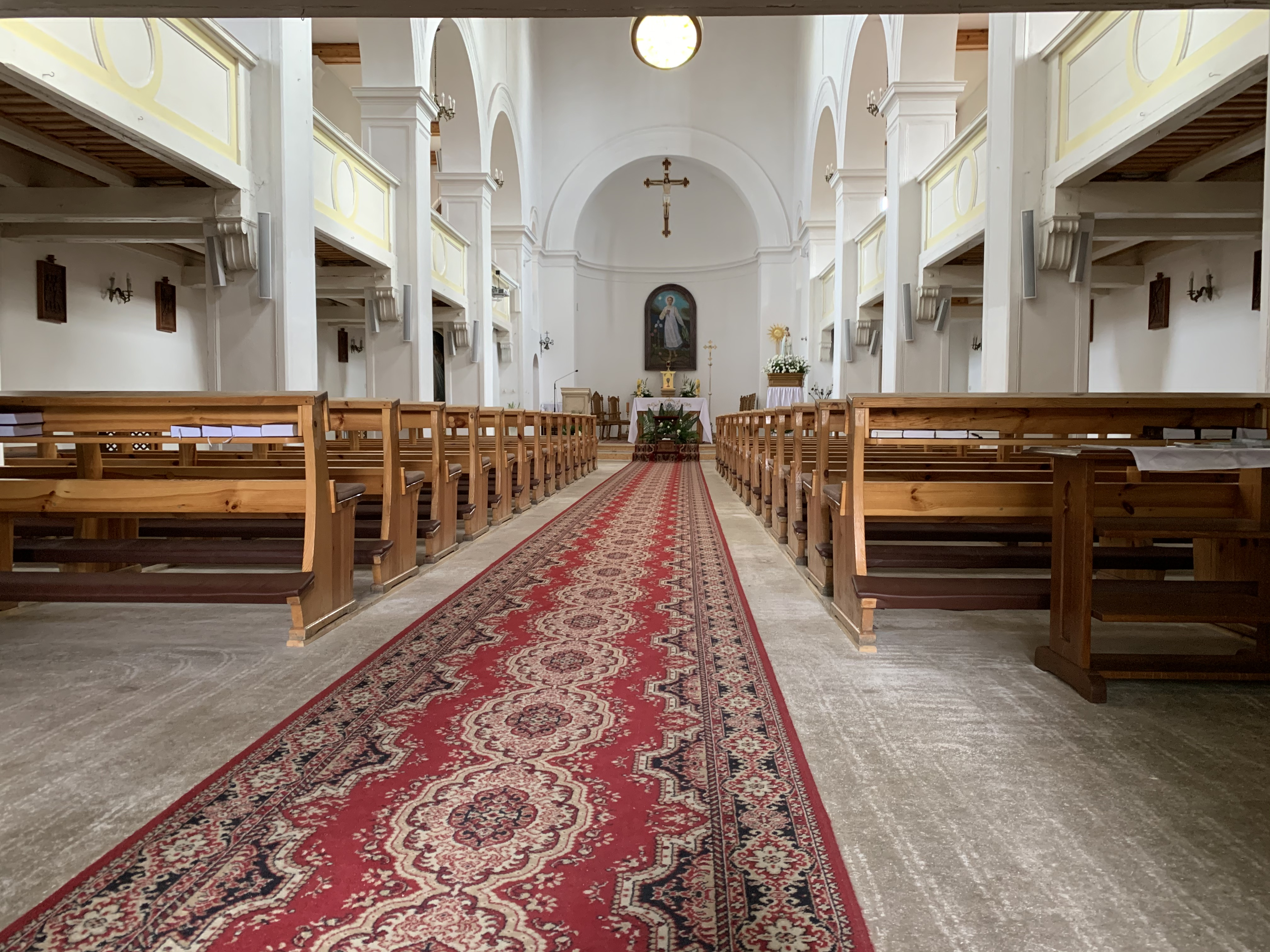
Wnętrze świątyni

Kościół został zaprojektowany przez architekta królewskiego Friedricha Augusta Stülera (na dworze Fryderyka Wilhelma IV Pruskiego) i wybudowany został w latach 1842–1846. Wieża została dobudowana w latach 1868–1872. W 1892 roku wnętrze świątyni zostało odrestaurowane. Zostały wtedy kupione nowe: chrzcielnica, ołtarz i żyrandole. Podczas I wojny światowej z wieży został zdjęty dzwon, który następnie został przetopiony. Nowe dwa dzwony zostały zamontowane dopiero w 1924 roku. Świątynia należąca do gminy ewangelickiej, po 1945 roku została opuszczona i zaczęła niszczeć. Ostatecznie miała być przeznaczona na siedzibę biblioteki miejskiej. Zostały wykonane już wstępne prace adaptacyjne, została zbudowana kotłownia, wnętrze wieży zostało zburzone, po to aby wstawić komin. W latach 80. XX wieku diecezja warmińska podjęła starania o pozyskanie tego obiektu dla potrzeb katolickiego kultu religijnego. W rezultacie parafia rzymskokatolicka została tutaj erygowana w dniu 8 grudnia 1987 roku przez biskupa Edmunda Piszcza. Patronką świątyni została błogosławiona Karolina Kózka. W latach 1988–1992 kościół został wykupiony od państwa, a następnie został w nim przeprowadzony gruntowny remont. W dniu 4 kwietnia 1998 roku arcybiskup Edmund Piszcz erygował przy nim sanktuarium Matki Bożej Fatimskiej. Świątynia jest siedzibą wspomnianej wyżej parafii rzymskokatolickiej.
Jest to budowla trzynawowa, nie orientowana, posiada formę bazylikową, czyli nawa główna jest wyższa od naw bocznych, a także półkoliście zamknięte prezbiterium. Została wzniesiona w stylu neoromańskim o inspiracjach włoskich, nawiązujących do architektury toskańskiej. Jej elementem jest wolno stojąca dzwonnica w formie włoskiej kampanili, wyglądająca jak wysoki komin. Nawa główna jest nakryta dachem siodłowym, nawy boczne – dachem pulpitowym. Elewacja zewnętrzna ozdobiona jest fryzami, wykonanymi z glazurowej cegły. Na kamieniu węgielnym elewacji frontowej jest umieszczona data: 1842. Wnętrze kościoła posiada charakterystyczną cechę świątyń ewangelickich – empory boczne. Jego wyposażenie zostało wykonane po 1945 roku.